# Mathijs Bouman

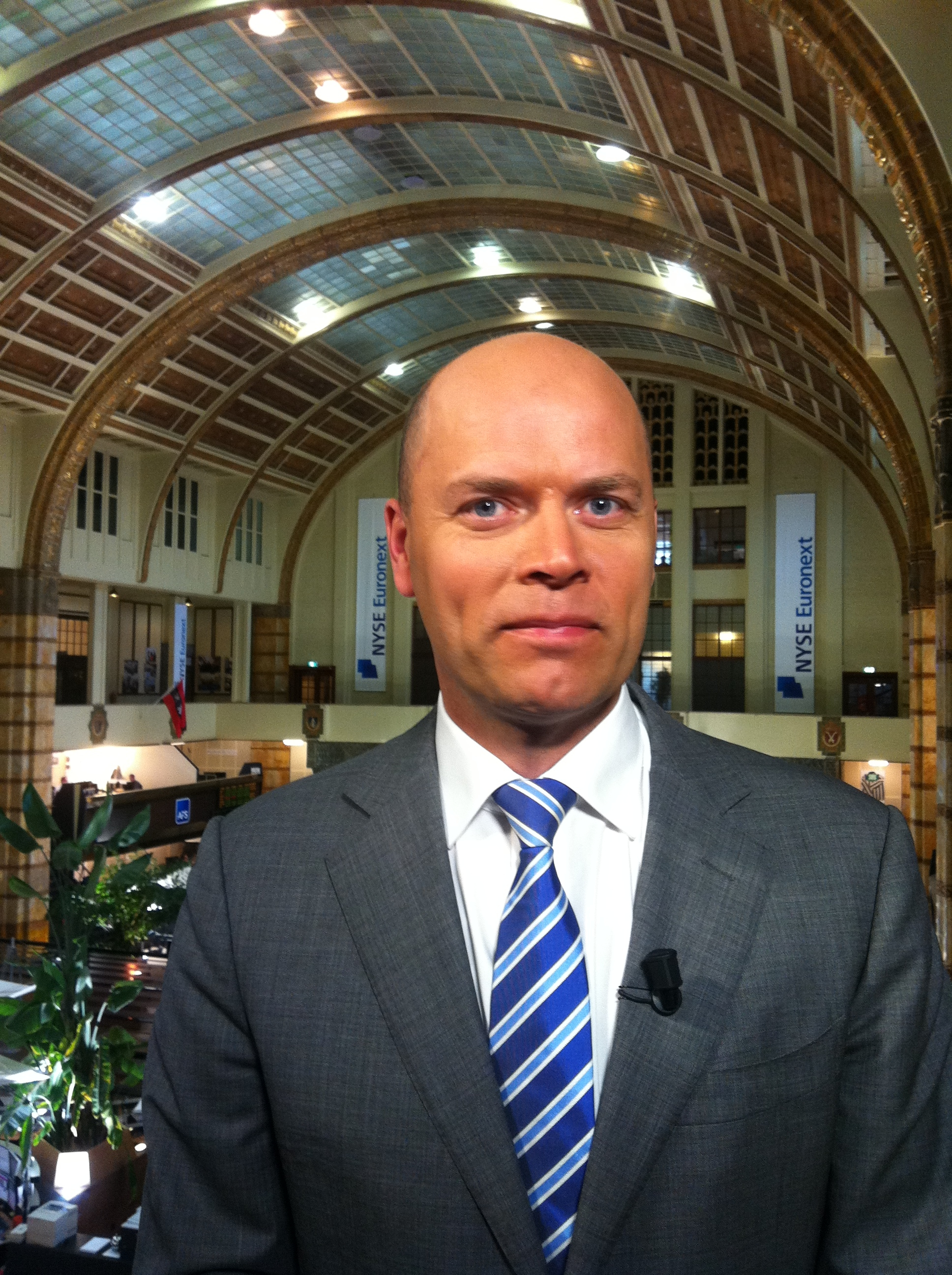
Bouman op de beurs

Mathijs Bouman (Wijdewormer, 1 mei 1966) is een Nederlands journalist en econoom.
Bouman is columnist bij Het Financieele Dagblad en economisch redacteur van de actualiteitenrubriek Nieuwsuur. Hij was regelmatig actief als (beurs)commentator bij de website Z24 en bij RTL Z. Ook was hij regelmatig te gast bij het programma De Wereld Draait Door als deskundige.
Bouman haalde zijn atheneumdiploma op het Pascal College in Zaandam en promoveerde in 1998 aan de Universiteit van Amsterdam. Tussen 2003 en 2005 was hij werkzaam als econoom bij De Nederlandsche Bank. Bij de toezichthouder werkte hij voor bankpresident Nout Wellink. In 2005 begon hij als journalist. Hij was adjunct-hoofdredacteur bij FEM Business en schreef de jaren erna columns in CFO Magazine, De Groene Amsterdammer, VT-Wonen en het FD. In de zomer van 2013 was hij een van de gastpresentatoren bij Knevel & Van den Brink.
Bouman geeft lezingen, onder andere over de kredietcrisis en de beurs, en is tevens auteur. Zo schreef hij Hollands Overmoed en De Elektrische Spijkerbroek.
- International Standard Name Identifier: 0000 0001 1191 8915
- Library of Congress Control Number: n2006080219
- Nederlandse Thesaurus van Auteursnamen: 142930733
- Virtual International Authority File: 162878960
- WorldCat: E39PBJfx7TgY4Dv4g869P4PqQq